# Hollywood (miniserie televisiva)
Hollywood è una miniserie televisiva statunitense ideata da Ryan Murphy e Ian Brennan.

## Trama
Nella Hollywood del secondo dopoguerra, un gruppo di registi e aspiranti attori cerca di farsi strada nello scintillante mondo dello spettacolo.

## Puntate
| Stagione       | Puntate | Pubblicazione originale | Pubblicazione Italia |
| -------------- | ------- | ----------------------- | -------------------- |
| Stagione unica | 7       | 2020                    | 2020                 |

## Personaggi e interpreti

### Principali
- Jack Castello, interpretato da David Corenswet.
- Raymond Ainsley, interpretato da Darren Criss.
- Camille Washington, interpretata da Laura Harrier.
- Dick Samuels, interpretato da Joe Mantello.
- Ernie West, interpretato da Dylan McDermott.
- Rock Hudson, interpretato da Jake Picking.
- Archie Coleman, interpretato da Jeremy Pope.
- Ellen Kincaid, interpretata da Holland Taylor.
- Claire Wood, interpretata da Samara Weaving.
- Henry Willson, interpretato da Jim Parsons.
- Avis Amberg, interpretata da Patti LuPone.

### Ricorrenti
- Henrietta Castello, interpretata da Maude Apatow.
- Jeanne Crandall, interpretata da Mira Sorvino.
- Anna May Wong, interpretata da Michelle Krusiec.

### Guest
- Ace Amberg, interpretato da Rob Reiner.
- Hattie McDaniel, interpretata da Queen Latifah.
- Vivien Leigh, interpretata da Katie McGuinness.
- Tallulah Bankhead, interpretata da Paget Brewster.
- Eleanor Roosevelt, interpretata da Harriet Sansom Harris.
- George Cukor, interpretato da Daniel London.
- Noël Coward, interpretato da Billy Boyd.

## Distribuzione
È stata pubblicata su Netflix dal 1º maggio 2020.

## Ambientazione
Anche se non ci viene fornito l'anno preciso in cui si svolgono i fatti, possiamo dedurre che la serie sia ambientata nel 1948 poiché viene citata la produzione del film Il valzer dell'imperatore (prima puntata) e grazie alle altre candidature al Premio Oscar (settima puntata). Inoltre alla cerimonia degli Oscar nella scenografia è ben visibile la data 1948 quindi i fatti presumibilmente si svolgono in quell’anno e almeno anche nel 1947. Tuttavia si cita la produzione del film Tutti pazzi in coperta, che invece è stato prodotto e distribuito nel 1961.